# Smáratorg Tower

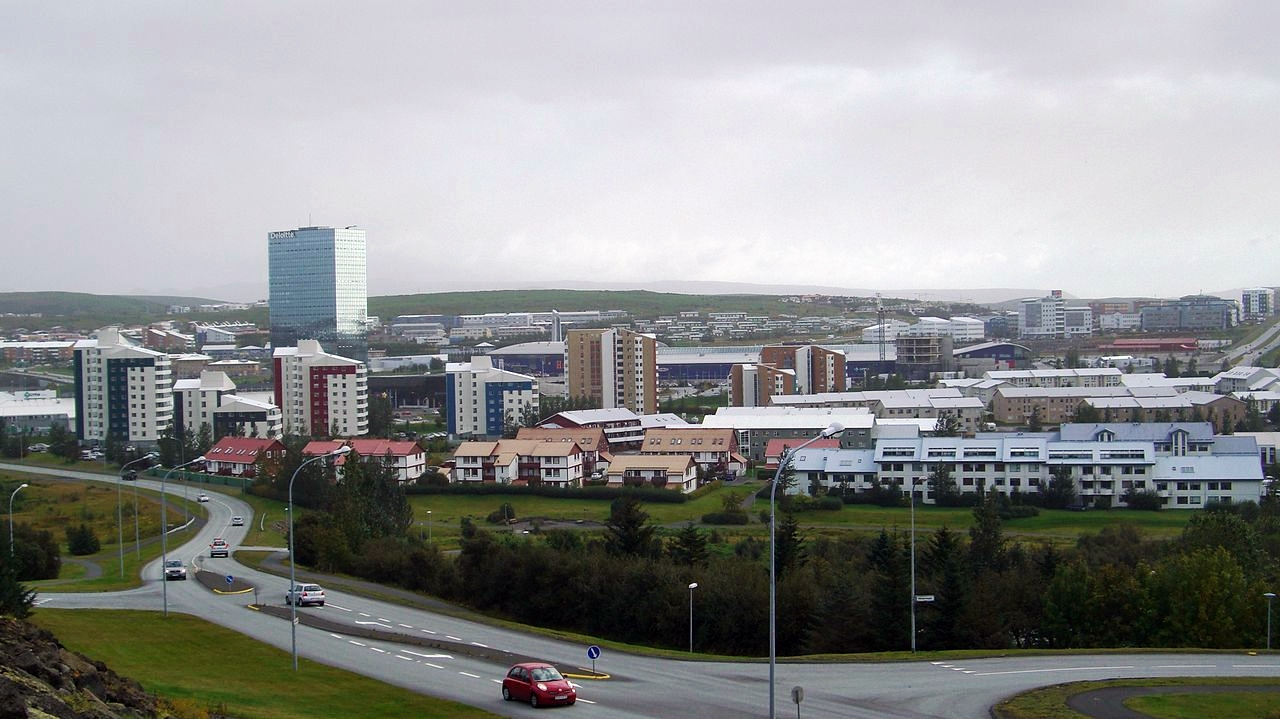
Smáratorg Tower

Smáratorg 3 je kancelářská a obytná budova na Islandu. Je to nejvyšší budova země, převyšující ve výši i slavný kostel Hallgrímskirkja, a je to páté nejvyšší architektonické dílo na ostrově po dlouhovlnném vysílači Eiðar, stožárech námořního zařízení Naval Radio Transmitter Facility Grindavik v Grindavík a dlouhovlnném rádiovém vysílači hellissandur.
Věž Smáratorg se nachází ve čtvrti Smárahverfi v Kopavoguru, kde se nachází také nákupní centrum Smáralind. Budova má 20 pater a je vysoká 77,6 metru (256 ft). Budova byla navržena architektonickým ateliérem Arkís.
V budově má své sídlo globální účetní a konzultační firma Deloitte.
Věž byla otevřena 11. února 2008.